# II Corpo Panzer SS
O II Corpo Panzer SS (em alemão: II. SS-Panzerkorps) foi um Corpo de Exército da Alemanha que atuou durante a Segunda Guerra Mundial, tendo participado de batalhas decisivas.

## Comandantes
| Comandante                            | Data                                     |
| ------------------------------------- | ---------------------------------------- |
| SS-Oberstgruppenführer Paul Hausser   | 1 de Junho de 1942 - 29 de Junho de 1944 |
| SS-Obergruppenführer Wilhelm Bittrich | 29 de Junho de 1944 - 8 de Maio de 1945  |

## Chef des Stabes
| SS-Standartenführer Werner Ostendorff | (? Junho de 1942 - ? Dezembro de 1943)   |
| SS-Standartenführer Rüdiger Pipkorn   | (? Dezembro de 1943 - ? Outubro de 1944) |
| SS-Obersturmbannführer Baldur Keller  | (? Outubro de 1944 - ? Maio de 1945)     |

## Área de Operações
| Frente Oriental, Setor Sul | (Maio de 1943 - Agosto de 1943)      |
| Itália                     | (Agosto de 1943 - Outubro de 1943)   |
| Balcãs                     | (Outubro de 1943 - Dezembro de 1943) |
| França                     | (Dezembro de 1943 - Março de 1944)   |
| Frente Oriental, Setor Sul | (Março de 1944 - Junho de 1944)      |
| França & Países Baixos     | (Junho de 1944 - Dezembro de 1944)   |
| Ardennes                   | (Dezembro de 1944 - Janeiro de 1945) |
| Hungria & Áustria          | (Janeiro de 1945 - Maio de 1945)     |

## História
O Corpo foi formado no mês de junho de 1942 em Bergen (Holanda) sendo chamada então de SS-Panzer-Generalkommando, sendo após enviado para a França onde assumiu o comando das tropas da Waffen-SS que estavam lá. Permaneceu na França até janeiro de 1943 quando foi enviada para o setor sul da Frente Oriental. No mês de junho de 1943 foi renomeada para II. SS-Panzerkorps.
Lutou em Kharkov e Belgorod participando após das ofensivas de verão realizadas em 1943. Com a queda de Mussolini estando cada vez mais próxima, o Corpo foi enviado para a Itália levando consigo somente a 1ª Divisão SS Leibstandarte SS Adolf Hitler.

## Perdas
A seguir estão lisatadas as Perdas que o Corpo Panzer sofreu no período entre 5-20 de julho de 1943 durante a Batalha de Kursk.
| Leibstandarte | Leibstandarte | Leibstandarte | Leibstandarte | Leibstandarte | Das Reich | Das Reich | Das Reich | Das Reich | Totenkopf | Totenkopf | Totenkopf | Totenkopf | Tropas do Corpo | Tropas do Corpo | Tropas do Corpo | Tropas do Corpo |
| Data          | KIA           | WIA           | MIA           | Total         | KIA       | WIA       | KIA       | Total     | KIA       | WIA       | KIA       | Total     | KIA             | WIA             | KIA             | Total           |
| ------------- | ------------- | ------------- | ------------- | ------------- | --------- | --------- | --------- | --------- | --------- | --------- | --------- | --------- | --------------- | --------------- | --------------- | --------------- |
| 5 de Julho    | 89            | 496           | 17            | 602           | 67        | 223       | 0         | 290       | 31        | 119       | 2         | 152       | 0               | 3               | 0               | 3               |
| 6 de Julho    | 84            | 384           | 19            | 487           | 43        | 180       | 2         | 225       | 53        | 234       | 0         | 287       | 0               | 5               | 0               | 3               |
| 7 de Julho    | 41            | 164           | 2             | 207           | 18        | 103       | 1         | 122       | 39        | 117       | 1         | 157       | 1               | 2               | 0               | 3               |
| 8 de Julho    | 32            | 99            | 6             | 137           | 50        | 186       | 0         | 236       | 26        | 89        | 0         | 115       | 2               | 36              | 0               | 38              |
| 9 de Julho    | 12            | 34            | 2             | 48            | 22        | 127       | 2         | 151       | 19        | 69        | 5         | 93        | 1               | 1               | 0               | 2               |
| 10 de Julho   | 18            | 34            | 3             | 55            | 16        | 94        | 2         | 112       | 77        | 292       | 5         | 374       | 0               | 0               | 0               | 0               |
| 11 de Julho   | 37            | 286           | 0             | 323           | 29        | 181       | 1         | 211       | 75        | 355       | 0         | 430       | 0               | 1               | 0               | 1               |
| 12 de Julho   | 39            | 235           | 5             | 279           | 41        | 190       | 12        | 243       | 69        | 231       | 16        | 316       | 0               | 4               | 0               | 4               |
| 13 de Julho   | 64            | 259           | 2             | 325           | 17        | 44        | 0         | 61        | 24        | 136       | 0         | 160       | 0               | 1               | 0               | 1               |
| 14 de Julho   | 12            | 75            | 13            | 100           | 58        | 229       | 0         | 287       | 20        | 154       | 1         | 175       | 0               | 2               | 0               | 2               |
| 15 de Julho   | 23            | 94            | 3             | 120           | 26        | 88        | 0         | 114       | 19        | 46        | 0         | 65        | 0               | 0               | 0               | 0               |
| 16 de Julho   | 16            | 84            | 3             | 103           | 58        | 166       | 0         | 224       | 17        | 70        | 2         | 89        | 0               | 4               | 0               | 4               |
| 17 de Julho   | 5             | 34            | 2             | 41            | 10        | 23        | 3         | 36        | 5         | 46        | 3         | 54        | 1               | 3               | 0               | 4               |
| 18 de Julho   | 2             | 2             | 0             | 4             | 1         | 8         | 0         | 9         | 21        | 97        | 3         | 121       | 0               | 2               | 0               | 2               |
| 19 de Julho   | 0             | 2             | 0             | 2             | 0         | 2         | 0         | 2         | 17        | 63        | 0         | 80        | 0               | 0               | 0               | 0               |
| 20 de Julho   | 21            | 19            | 23            | 63            | 0         | 5         | 0         | 5         | 19        | 110       | 5         | 134       | 0               | 0               | 0               | 0               |
| Total         | 495           | 2301          | 100           | 2896          | 456       | 1849      | 23        | 2328      | 531       | 2228      | 43        | 2802      | 5               | 64              | 0               | 69              |

- Notas: KIA Morto em Ação; WIA Ferido em Ação; MIA Desaparecido em Ação.

Foi temporariamente redesignado 1. SS-Panzer-Armee no Outono de 1943 mas foi logo renomeado de volta para o seu antigo nome.
Foi enviado para a França novamente no mês de dezembro de 1943 e após retornou para a Frente Oriental no mês de abril de 1944 retornando logo após para a França com a Invasão Aliada da Normandia. Mais tarde lutou em Ardennes retornando após para o Leste e encerrou a participação na Segunda Guerra Mundial estando na Áustria.

## Ordem de Batalha
Korpstruppen
- Korpsstab
- Kartenstelle und Kriegsberichter
- Feldgendarmerie-Kompanie
- Sicherungs-Kompanie 102
- Stab Arko 102
- Flak-Kompanie 102
- Feldpostamt 102
- Schwere SS-Art.Abt. 502
- Stab und Stabskp.
- schwere Beobachtungs-Batterie
- 4x Batterie
- schwere SS-Pz.Abt. 502
- SS-Werfer-Abteilung 102/502
- Korpsnachrichten-Abetilung 400/Nachrichtenabteilung 51 (Heer)
- Korps-Nachschubtruppen
- SS-Sanitäts-Abteilung 102/502
- SS-Feldersatz-Brigade 102 als Stab für die FEB 9 und 10

Julho de 1943 - Batalha de Kursk
- Stab der Korps
  - SS-Nachrichten-Abteilung 102
  - SS-Werfer-Abteilung 102
  - SS-Sanitäts-Abteilung 102
  - SS-Nachschubtruppen 102
- 1ª Divisão SS Leibstandarte SS Adolf Hitler
- 2.SS-Panzergrenadier-Division Das Reich
- 3.SS-Panzergrenadier-Division Totenkopf
- 167ª Divisão de Infantaria

Setembro de 1944 - Operação Market Garden
- Stab der Korps
  - SS-Nachrichten-Abteilung 102
  - Schwere SS-Panzer-Abteilung 102
  - SS-Werfer-Abteilung 102
  - SS-Sanitäts-Abteilung 102
  - SS-Nachschubtruppen 102
- 9ª Divisão Panzer SS Hohenstaufen
- 10ª Divisão Panzer Frundsberg

Março de 1945 - Operação Frühlingserwachen
- Stab der Korps
  - SS-Nachrichten-Abteilung 102
  - Schwere SS-Panzer-Abteilung 502
  - SS-Werfer-Abteilung 102
  - SS-Sanitäts-Abteilung 102
  - SS-Nachschubtruppen 102
- 9ª Divisão Panzer SS Hohenstaufen
- 2.SS-Panzer-Division Das Reich
- (44.) Reichsgrenadier-Division Hoch- und Deutschmeister
- 23ª Divisão Panzer

## Serviço de Guerra
| Data            | Exército              | Grupo de Exércitos | Área                      |
| --------------- | --------------------- | ------------------ | ------------------------- |
| Ago 42 - Out 42 | 15º Exército          | D                  | Norte da França           |
| Nov 42          | reserva               | D                  | Norte da França           |
| Dez 42          | Armeegruppe Felber    | D                  | Toulon                    |
| Jan 43          | reserva               | D                  | Toulon                    |
| Fev 43          | OKW                   | B                  | Charkow                   |
| Mar 43          | 4º Exército Panzer    | Süd                | Charkow                   |
| Abr 43          | Armee-Abteilung Kempf | Süd                | Charkow                   |
| Mai 43 - Jun 43 | Stab Charkow          | Süd                | Charkow                   |
| Jul 43          | 4º Exército Panzer    | Süd                | Kursk                     |
| Ago 43          | a caminho             | OB Süd             | Alta Itália               |
| Set 43 - Nov 43 | reserva               | B                  | Alta Itália               |
| Dez 43          | 14º Exército          | C                  | Alta Itália               |
| Jan 44 - Mar 44 | reserva               | D                  | Alencon (França)          |
| Abr 44          | 1º Exército Panzer    | Nordukraine        | Lemberg                   |
| Mai 44 - Jun 44 | -                     | Nordukraine        | Lemberg                   |
| Jul 44          | Panzergruppe West     | B                  | Normandia                 |
| Ago 44          | 5º Exército Panzer    | B                  | Eifel                     |
| Set 44          | reestruturando        | B                  | Eifel                     |
| Out 44 - Nov 44 | 1. Fallsch. Armee     | B                  | Baixo Rhein               |
| Dez 44          | reserva               | OB West            | Eifel                     |
| Jan 45          | 6º Exército Panzer    | B                  | Ardennes                  |
| Fev 45 - Mar 45 | reestruturando        | -                  | Alemanha                  |
| Abr 45          | 6º Exército Panzer    | Süd                | Hungria (Stuhlweißenburg) |
| Mai 45          | 6º Exército Panzer    | Ostmark            | Baixa Áustria             |